# Морквич Наталія Олексіївна
Ната́лія Олексі́ївна Мо́рквич (* 15 січня 1992, Львів) — українська фехтувальниця на візках.

## Життєпис
Народилася 1992 року. Любила велосипеди; з першого до п'ятого класу навчалася в селі в Карпатах, тому завжди були гори та санки.
2007 року через ДТП втратила ногу — могли врятувати кінцівку, якби машина зупинилась і Наталію відвезли в лікарню чи медпункт, або й лише перев'язали ногу — винуватці втекли. До школи повернулась через рік — проведено багато операцій; треба було, щоб загоїлись рани, призвичаїтись до протеза.
Пішла до репетитора, вступила на журналістику. Іван Наві — однокласник, сиділа з ним за однією партою. На протезному відділенні запропонували займатись спортом. А вже через кілька місяців поїхала на відкритий Кубок Білорусі; виграла срібло і бронзу — перші медалі.
Є володаркою понад сотні нагород з українських та міжнародних змагань; багаторазова призерка Кубку світу з фехтування на візках. Чемпіонка та призерка Європи і Світу.

## Спортивна кар'єра
Чемпіонка світу 2015 року з фехтування на візках.
Брала участь в Паралімпійських іграх-2016 — фехтування на візках.
У корейському місті Чхонджу на Чемпіонаті світу з фехтування на візках виборола дві бронзові нагороди. 17 вересня посіла третє місце у рапірі (категорія А), а 23 вересня у комадній шаблі разом з Євгенією Бреус, Оленою Федотою та Надією Дьолог.